# ENIAC

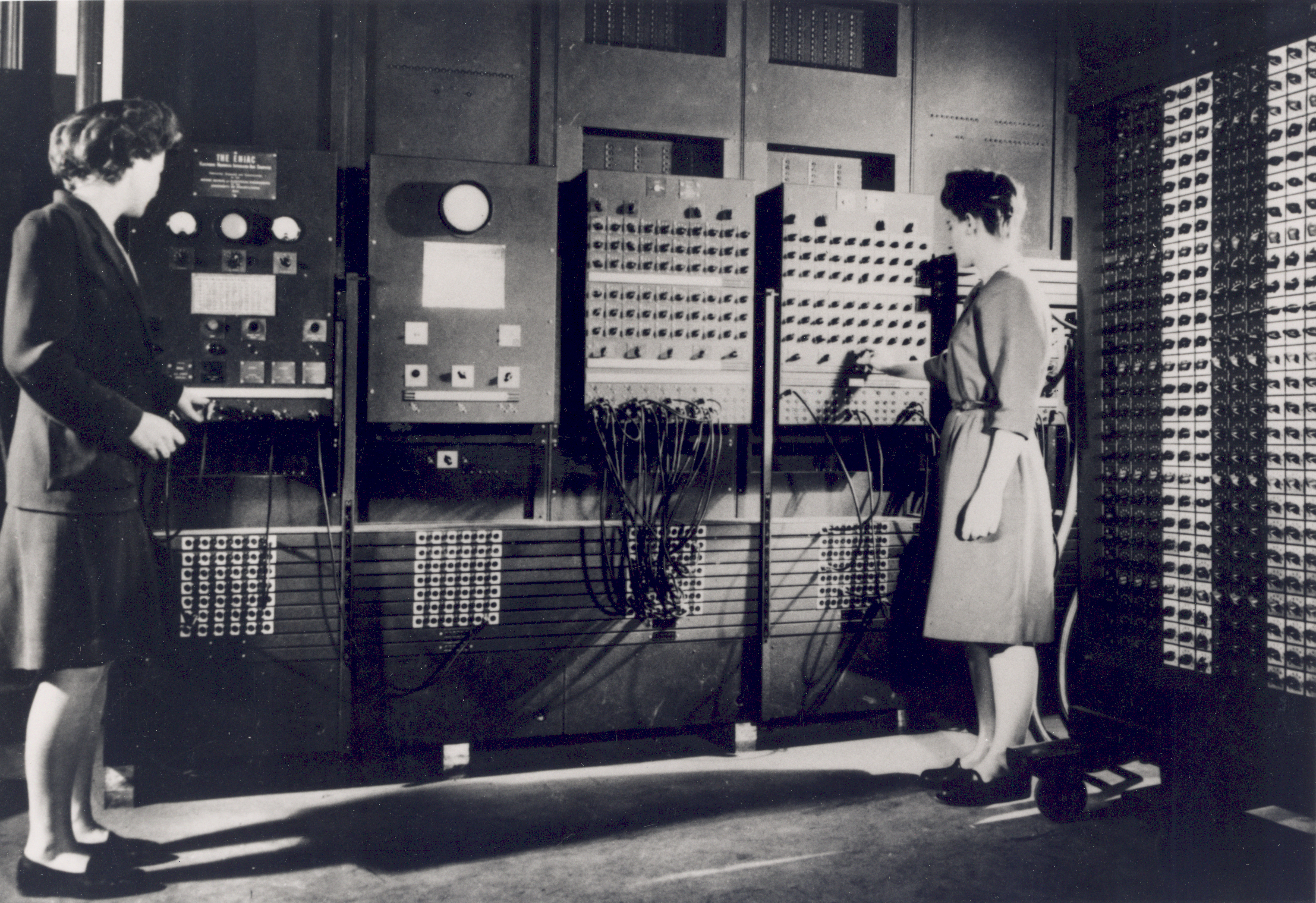
Programozónők kezelik a fő kontrollpanelt a Moore School of Electrical Engineering-ben

Az ENIAC (angolul Electronic Numerical Integrator And Computer), amely az első programozható, elektronikus, digitális számítógép volt, 1946. február 14-én készült el. 17 468 elektroncsövet, 7200 félvezető diódát és 1500 jelfogót építettek bele. 2,5 m magas volt, 30,5 m hosszú és 30 tonna. Körülbelül 5 millió kézi forrasztást tartalmazott. Az összeadást és a kivonást 1/5000 másodperc alatt végezte el, ezzel 500-szor gyorsabb volt, mint az akkoriban megjelent MARK II. Elektroncsöves rendszerű volt, a csöveket modulárisan építették be, ezért a karbantartása gyors és egyszerű volt, kétnaponta negyedórás szerelést igényelt.

## Keletkezése
Az építését 1943-ban kezdték a Pennsylvaniai Egyetemen (Philadelphia, USA) John W. Mauchly főtanácsadó és ifj. J. Presper Eckert főmérnök vezetésével. Az amerikai hadsereg mint megrendelő részéről dr. Herman Goldstine tartalékos hadnagy, civilben matematikus volt az összekötő tiszt.

## Célja
A második világháború nagy lendületet (pénzt) adott az 1. generációs számítógépek építésének, fejlesztésének, és a kutatásoknak. A cél egy olyan gyors számítógép kifejlesztése volt, amivel bonyolult katonai – például bombázási, tüzérségi – feladatok számításait lehetett elvégezni.

## Adatai
Az ENIAC paraméterei:
- U alakú
- 30,5 méter hosszú
- 1 méter széles
- 2,5 méter (8 láb) magas[6]
- 140 kW teljesítményfelvétel
- Órajel: 100 kHz
- 17 468 elektroncső
- 7200 kristálydióda
- 1500 jelfogó
- 70 000 ellenállás
- 10 000 kondenzátor
- 6000 kapcsoló
- Műveletek elvégzésének ideje:

0,2 milliszekundum (összeadás, kivonás)
3 milliszekundum (szorzás)
30 milliszekundum (osztás)
Az ENIAC tízes számrendszerben működött, tízjegyű előjeles számokat kezelt – aritmetikai egységei több feladatot is elvégeztek egyszerre. Az elektroncsöves flip-flopokból összeállított regisztereibe impulzussorozatokkal vitték be a kívánt számokat és az állandókat kapcsolókkal állították be.
A programot lyukkártyákra lyukasztották, és az adatokat 20 db tízjegyű regiszterben tárolták.
Működési sebessége viszont ezerszer gyorsabb volt, mint a Mark I sebessége.
Az elterjedt tévhittel ellentétben az ENIAC nem csak a négy alapműveletre volt képes, hanem háromdimenziós, másodfokú differenciálegyenletek megoldására is. Ezért főleg ballisztikai számításokra használták. Innen ered a computer elnevezés is, mivel a hadsereg részére röppályatáblázatokat számító matematikusokat nevezték korábban így.
1947-ben átszállították az USA hadseregének Marylandben lévő Aberdeen Proving Ground telephelyére, és 1947. július 29-től folyamatosan itt működött 1955. október 2-ig.